# يوم قوسى
يوم قوسى وهو يوم من معارك وأيام العرب في الجاهلية وكان بين قبيلة هذيل وقبيلة ثمالة الأزدية وذلك في موضع يسمى قوسى من السراة قرب الطائف.

## خبرها
استنفر أبو خراش الهذلي قبيلة زليفة من هذيل ليغزوا ثمالة ثأرا لأخية فلما اقتربوا من ديار ثمالة اصابت عروه بن مره شقيق أبو خراش حمى فقال:
فلبثوا الى أن سكنت الحمى ثم بيتوا ثماله فوجدوهم خلوفا ليس فيهم رجال فقتلوا من وجدوا من الرجال وساقوا النساء والذراري والأموال وجاء الصائح الى ثماله عشاء, فلحقتهم ثماله وانهزم أبو خراش وأصحابه وانقطعت بنو زليفة, وكان مع ثمالة الاكنع الثمالي فأراد اللحاق بعروه بن مره الهذلي فقال يا قوم ذلك عروه وانا والله رام بنفي عليه حتى يموت فقال أبو خراش امضه وقعد له على طريقة فمر به الاكنع وهو ينوي قتل عروه فوثب عليه أبو خراش فضربة على حبل عاتقه (رقبته) فقتل الاكنع الثمالي وانهزمت ثمالة.